# Egle inermis
Egle inermis är en tvåvingeart som beskrevs av Ackland 1970. Egle inermis ingår i släktet Egle och familjen blomsterflugor. Arten är reproducerande i Sverige. Inga underarter finns listade i Catalogue of Life.